# Джон Томас Ромні Робінсон
Джон То́мас Ро́мні Ро́бінсон (англ. John Thomas Romney Robinson; 23 квітня 1792 — 28 лютого 1882) — британський астроном і фізик ірландського походження. Він тривалий час був директором Арманської астрономічної обсерваторії, однієї з головних астрономічних обсерваторій у Великій Британії того часу.
Його пам'ятають як винахідника 4-чашкового анемометра.

## Життєпис

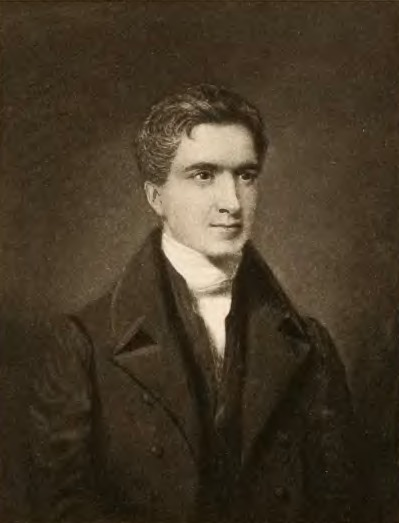
Дж. Т. Р. Робінсон в молоді роки

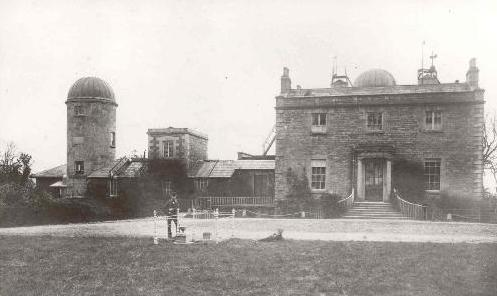
Арманська обсерваторія, 1883

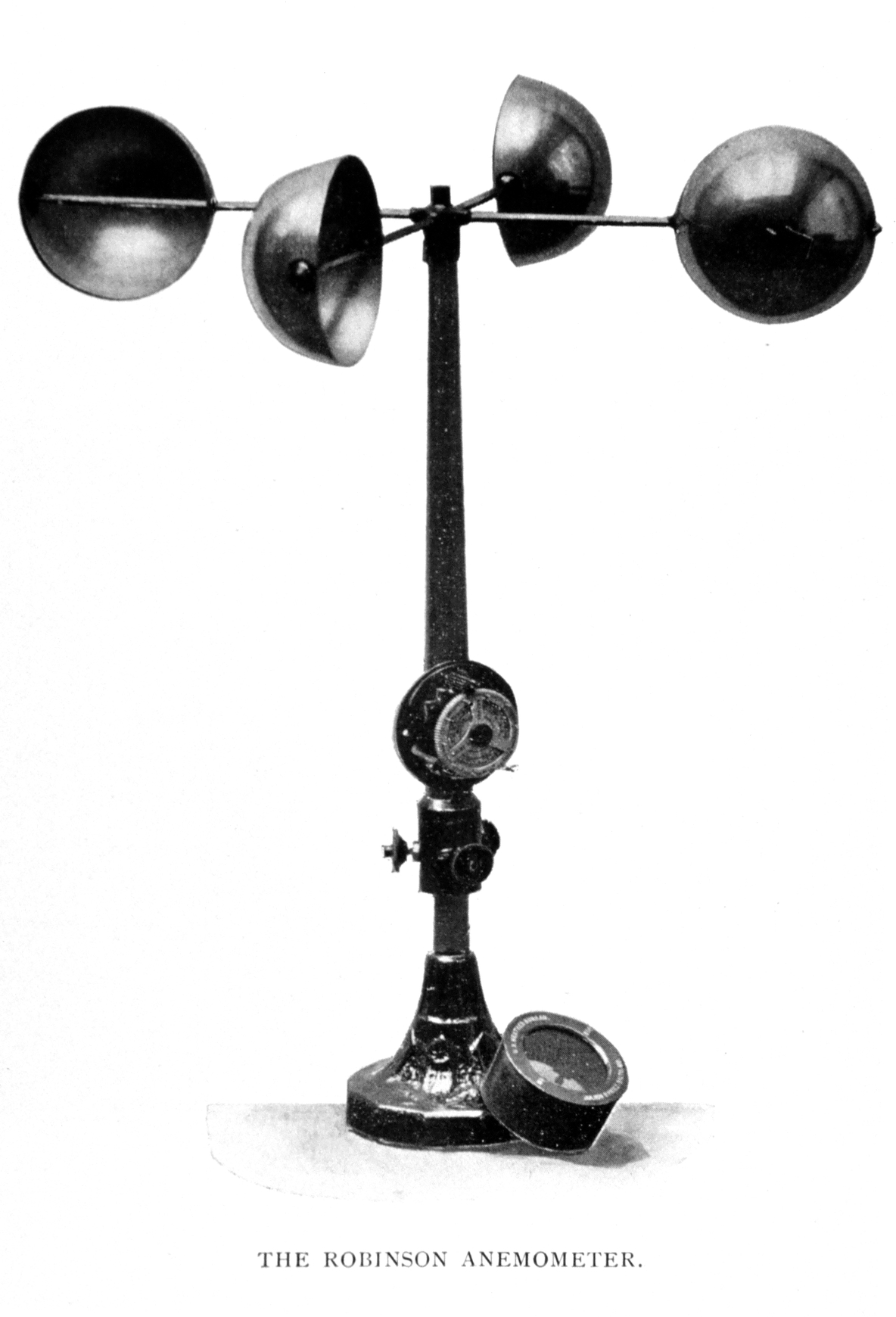
Анемометр з напівсферичними чашками, винайдений у 1846 році Джоном Томасом Ромні Робінсоном

Джон Томас Ромні Робінсон народився 23 квітня 1792 у Дубліні у сім'ї художника-портретиста Томаса Робінсона (англ. Thomas Robinson, ?-1810) та Рут Бак (англ. Ruth Buck, ?-1826). Освіту отримав у Триніті-коледжі рідного міста, здобувши ступінь бакалавра у 1810 році та отримавши стипендію у 1814 році у віці 22 років. Декілька років він був заступником професора натурфілософії (фізики) у Триніті.
Будучи також висвячений на англіканського священика під час перебування у Триніті, він отримав церковну бенефіцію англіканської церкви в Енніскіллені та Каррімікросі у 1824 році.
У 1823 році, у 30-річному віці, він додатково отримав призначення астрономом в обсерваторію у місті Арма (Ірландія). Відтоді він завжди мешкав в обсерваторії Арма, займався дослідженнями, пов'язаними з астрономією та фізикою, аж до своєї смерті 1882 року.
З 1824 року був директором обсерваторії в Арма. Результатом його діяльності став каталог зоряного неба: «Places of 5345 Stats observed at Armagh» (1859).
Протягом 1840-х і 1850-х років Робінсон був частим відвідувачем найпотужнішого у світі телескопа того часу, так званого «телескопа Левіафана з Парсонстауна» (англ. Leviathan of Parsonstown, який був споруджений його другом і колегою Вільямом Парсонсом. Робінсон активно співпрацював з Парсонсом в інтерпретації зображень нічного неба з високою роздільною здатністю, отриманих за допомогою телескопа Парсонса, особливо стосовно галактик і туманностей, й він опублікував передові наукові звіти з цього питання.
У 1862 році його було нагороджено Королівською медаллю від Лондонського королівського товариства«за каталог Арма з 5345 зірок, складений із спостережень, зроблених в обсерваторії Арма, з 1820 по 1854 рік; за його публікації з питань конструювання астрономічних приладів у виданнях Астрономічного товариства та його статтю про електромагніти у Працях Королівської ірландської академії (англ. Transactions of the Royal Irish Academy)».
Робінсон є автором винаходу (1846) чотиричашкового анемометра, відомого під його іменем.
З 1851 по 1856 рік він був президентом Ірландської королівсько академії.
Робінсон був другом Чарлза Беббіджа, який казав, що є його «боржником» за те, що той нагадав йому про те, як він вперше прийшов до ідеї обчислювальної машини.
Джон Томас Ромні Робінсон помер 28 лютого 1882 року у місті Арма, що на півночі Ірландії.

## Сімейні стосунки
Робінсон був одружений двічі: першою дружиною була Еліза Ізабель Рамбо (англ. Eliza Isabelle Rambaut, пом. 1839), другою. — Люсі Джейн Еджворт англ. Lucy Jane Edgeworth, 1806—1897), що мала пожиттєву інвалідність, дочкою англо-ірландського політика, письменника та винахідника Річарда Ловера Еджворта. Дочка Робінсона була дружиною фізика Джорджа Габрієля Стокса. Стокс часто відвідував Робінсона в Арма, коли той був у зрілому віці.

## Епоніми
Кратер Робінсон на Місяці названо на честь науковця.

## Наукові праці
- Poems by Thomas Romney Robinson, written between the age of seven and thirteen; to which is prefixed A short account of the author (1808)
- On voltaic electricity (1818)
- A system of mechanics, for the use of the students in the University of Dublin (1820)
- Description of a New Air-pump (1825)
- Astronomical Observations made at the Armagh Observatory [Архівовано 16 вересня 2021 у Wayback Machine.] (1829)
- Astronomical Observations, Part 1, Volume 1 (1829)
- On the Longitude of the Armagh Observatory (1839)
- An Account of the Casting of the Great Speculum by the Earl of Rosse (1 January 1840)
- On the Difference of Longitude Between the Observatories of Armagh and Dublin, Determined by Rocket Signals (1840)
- On the Difference of Longitude between the Observatories of Armagh and Dublin, Determined by Rocket Signals (1 January 1843)
- On the Constant of Refraction, Determined by Observations with the Mural Circle of the Armagh Observatory (1 January 1843)
- On the Effect of Heat in Lessening the Affinities of the Elements of Water (31 December 1846)
- Collection of Articles on Meteorology and Magnetism (1846), coauthor
- On the Effect of Heat in Lessening the Affinities of the Elements of Water (1847)
- On the Relation between the Temperature of Metallic Conductors, and Their Resistance to Electric Currents (1 January 1849)
- On Electro-Magnets (1 January 1850)
- On a Thunder-Shower Observed at Markree Castle, on June 30, 1851 (1 January 1850)
- On the Ordinary Theorem by Which the Magnifying Power of a Telescope Is Determined (1 January 1850)
- Speeches of the Rev. Thomas Romney Robinson, at the Twenty-second Annual Meeting, Held in Belfast, September 1852
- Effects Produced by the Vicinity of a Railroad (1852)
- On the Probable Errors of the Eye and Ear in Transit Observations (1853)
- Labourers together with God: A sermon on 1 Cor. III. 9 (1853)
- Places of 5,345 stars observed from 1828 to 1854, at the Armagh observatory: By Rev. T.R. Robinson (1859)
- Experimental researches on the lifting power of the Electro-Magnet (1859)
- Light: A Lecture (1862)
- On Spectra of Electric Light, as Modified by the Nature of the Electrodes and the Media of Discharge (1862)
- Description of the Great Melbourne Telescope (1869)
- Speeches delivered in the General Convention of the Church of Ireland (1870)